# 宮坂宏
宮坂 宏（みやさか ひろし、1947年1月27日 - ）は日本のレースエンジニアの草分け的存在、実業家。自動車雑誌への執筆もある。1970年代より海外を含め多くの自動車レース及びレース用車両の設計に開発からレースチーム監督まで幅広く関わりを持つ。

## 経歴

### レース界以前
1970年、武蔵工業大学工学部機械工学科卒業。在学中に軽自動車のエンジンを使用したレーシングカーを製作した。
卒業後はいすゞ自動車系列の会社でトラックボディの製造、プレス金型製作、設計課にて自動車用プレス金型の設計に従事。(本人談を要約)

### 企業人としてのレース界
その後1973年、ノバエンジニアリング株式会社に入社。1978年までレース用車両の設計、製作、開発、レース参戦に携わる。1974 – 1978年の間生沢徹のチーフメカニック、エンジニアとしてレース参戦。1977年には富士グランチャンピオンレース（富士GC）シリーズチャンピオンを獲得する。その間1976年にノバ513のシャーシを設計、空力設計は由良拓也が担当した、以降ノバのレーシングカーはこの2人の組み合わせが多くなる。
製作したレースカーは1976年から1978年に参戦した全日本FJ1300選手権（ノバ513）、全日本F2000選手権、全日本F2選手権（ノバ512 設計は解良喜久雄その後宮坂宏が進化版を担当522・532と続く）、富士GC(ノバ53S)でシリーズチャンピオンを獲得する。ドライバーは中嶋悟、星野一義など。
1978年には設計、製作したノバ513(F-3)で中嶋悟と共にイギリスF3に参戦する。
1979年にはアルミホイールメーカーだったフォートラン株式会社に入社1985まで在籍。技術管理部長としてアルミホイール製造、組立工場の立ち上げ、生産管理、アルミホイール、その他の自動車用品の設計開発、生産技術にかかわり開発および生産部門の指揮をとる。同時に Team Ikuzawa 及びムーンクラフト株式会社にてレース業務にも関わる。1979年から1985年までTeam Ikuzawaテクニカルアドバイザーに就任。1981・82年は中嶋悟、1983 はジェフ・リースを全日本F2チャンピオンに導いている。
1983年にムーンクラフト株式会社でル・マン24時間レースに当時のグループCジュニアクラス参戦のためのマツダ・717Cのシャーシ設計を行う。空力設計は由良拓也。
1983年ル・マン24時間レースに60・61号車の2台で参戦、60号車はクラス優勝。当時の日本製マシン最上位の結果を残す。宮坂宏は61号車の外人ドライバー、外人スタッフ組のエンジニアを務める。
1985年ムーンクラフト株式会社に入社1992まで在籍。取締役開発部長として設計開発およびレース部門の指揮をとる。自動車メーカーから受託の試作車の設計、競技用車輌の開発、設計等、鈴木亜久里、片山右京、中谷明彦、服部尚貴らのレースエンジニアを務める。1988年は3戦、89年はフルシーズン、ヨーロッパの国際F3000シリーズに参戦する。ドライバーは鈴木亜久里、片山右京。
1991年のF1日本GP・オーストラリアGPで、服部尚貴の乗るイタリア・コローニチームのエンジニアを務めるが、基本的に戦闘能力に欠けるマシーンでは如何ともしがたく両戦とも予備予選落ちだった。

### フリーランスエンジニアとしてのレース界
1993年、レースエンジニア、技術コンサルタントとして独立する。以降レースチームとの委託業務契約によりチームの運営、技術監督、レースエンジニア、車両開発、人材育成にかかわる。
1993年、星野一義のレースエンジニアを務める、全日本F3000選手権シリーズチャンピオン獲得。1994から1999年まで全日本GT選手権、全日本ツーリングカー選手権、フォーミュラニッポンの有力チームでレースエンジニアを務め、数々の好成績を残す。ドライバーはエリック・コマス、影山正美、影山政彦、脇坂寿一、近藤真彦他
1999から2002年はチーム郷のテクニカルディレクターとしてル・マン24時間レース、他海外の耐久レースに参戦する。2000年のル・マン24時間レース5位、2002年は7位となる。ドライバーは加藤寛樹、ジョニー・オコネル、ヤニック・ダルマス、荒聖治、他。
2001年、FIAスポーツカー選手権に童夢S101で参戦し、シリーズランキング2位。
2004から2006年はドナーゲレーシングチームからポルシェでスーパー耐久に参戦。
2004年はADVAN DENAG GT3でシリーズ2位、2005年はシリーズ全8戦で7戦優勝シリーズ1位、2006年シリーズはARTA DENAG GT3全7戦全勝でシリーズ1位、チームとしては前年第2戦より14連勝記録を作った。

### その他の業務
2004から2008年にかけディーゼル車の排ガス浄化装置アンチポリューションの開発、テストに関わる。
装置の開発、試験計画、走行試験、試験データ分析、改良、認証試験受験、国交省、東京都への認証申請から取得までの業務。審査会でのプレゼン。排ガス装置のマーケティング。事業開拓、発案、調査、事業化計画、収益に関った。
また、韓国企業と内燃機装置開発業務を受託、技術供与業務に関わる。量産海外施設調査、事業計画立案、収益シミュレーション作成、協業事業者へのプレゼンテーション。
海外メーカー調査、打診、折衝、海外量産メーカー訪問調査、事業計画立案、収益シミュレーションの作成をおこなった。
2008年スクーテックジャパン株式会社を設立し代表となる。
業務内容は電動バイクの研究開発、企画、輸入販売の他、自動車技術全般、電気自動車関連、競技用車両関連の技術コンサル業務全般を受託業務とする。